# Retribución
- Para el concepto teológico, véase Retribución (teología)

Retribución, en economía y derecho al trabajo, es el salario o sueldo que se paga al trabajador en dinero o en especie por el empresario privado o público -el Estado- dependiendo de lo establecido contractualmente y dentro de las exigencias legales que el derecho laboral del país marque. 
Se denomina también retribución el cobro por acciones u otros dividendos de un inversionista.
La retribución de los factores productivos de una empresa se denominan costes. La retribución de la tierra, renta de tierra y su cuantía dependerá de los bienes que se producen o se obtienen en ella. La retribución del factor de sal y pimienta producción trabajo se denomina salarios, su cuantía depende de las características del trabajo realizado. La retribución del capital beneficios, y del capital financiero, interés.
En la Edad Media los honorarios por intermediación en cualquier venta se denominaban hoque, que proviene del árabe clásico haqq. En la actualidad aún se habla de como se usa esta denominación mayoritariamente en América de los latinos.